# Liste der Einträge im National Register of Historic Places im Lauderdale County (Alabama)
Die Liste der Registered Historic Places im Lauderdale County führt alle Bauwerke und historischen Stätten im Lauderdale County in Alabama auf, die in das National Register of Historic Places aufgenommen wurden.

## Aktuelle Einträge
| Lfd. Nr. | Name                                     | Bild | Datum der Eintragung | Adresse/Lage | Ort        | ID-Nr.   | Beschreibung                                              |
| -------- | ---------------------------------------- | ---- | -------------------- | --- | ---------- | -------- | --------------------------------------------------------- |
| 1        | Cherry Street Historic District          |      | 3. Juli 1997         | Cherry St., between Hermitage Dr. and E. Tombigbee St.                                                               | Florence   | 97000648 |                                                           |
| 2        | Clyde Williamson Lustron House           |      | 28. Jan. 2000        | 1822 Ridge Ave. | Florence   | 00000129 |                                                           |
| 3        | Coffee High School                       |      | 4. Feb. 1982         | 319 Hermitage Dr. | Florence   | 82002045 |                                                           |
| 4        | College Place Historic District          |      | 12. Jan. 1995        | Along Sherwood Ave., between W. Lelia St. and Circular Rd.                                                           | Florence   | 94001547 |                                                           |
| 5        | Courtview                                |      | 13. Juni 1974        | Court St. | Florence   | 74000415 |                                                           |
| 6        | Downtown Florence Historic District      |      | 22. Aug. 1995        | Roughly, 104 N. Court St.--119 S. Court St. (E side), 100--128 E. Tennessee St. and 106, 108 and 110 S. Seminary St. | Florence   | 95001021 |                                                           |
| 7        | E. H. Darby Lustron House                |      | 24. Feb. 2000        | 321 Beverly | Florence   | 00000127 |                                                           |
| 8        | Florence Wagon Works Site                |      | 13. Juni 1996        | S of Dekalb Ave. between Main and Spurr Sts.                                                                         | Florence   | 96000596 |                                                           |
| 9        | Forks of Cypress Cemetery                |      | 24. Feb. 2000        | 0.25 mi. N of Jackson Rd., E side of Dowdy Rd, N of Little Cypress Creek                                             | Florence   | 00000140 |                                                           |
| 10       | Forks of Cypress                         |      | 10. Okt. 1997        | Jackson Rd., roughly 1.5 mi. NW of jct of Cox Creek Pkwy and Jackson Rd.                                             | Florence   | 97001166 |                                                           |
| 11       | George Coulter House                     |      | 21. Jan. 1982        | 420 S. Pine St. | Florence   | 82002046 |                                                           |
| 12       | Gov. Robert Patton House                 |      | 17. Juni 1976        | Sweetwater and Florence Blvd.                                                                                        | Florence   | 76000335 |                                                           |
| 13       | James Martin House                       |      | 9. Dez. 1981         | 1400 Cypress Mill Rd.                                                                                                | Florence   | 81000128 |                                                           |
| 14       | Karsner-Carroll House                    |      | 31. März 1970        | 303 N. Pine St. | Florence   | 70000104 |                                                           |
| 15       | Larimore House                           |      | 21. Nov. 1974        | Mars Hill Rd./US 8, Box 344                                                                                          | Florence   | 74000416 |                                                           |
| 16       | Locust Street Historic District          |      | 3. Okt. 2002         | Roughly bounded by Pine St., College St., Locust St., and Irvine Ave.                                                | Florence   | 02001065 |                                                           |
| 17       | Old Natchez Trace (310-2A)               |      | 7. Nov. 1976         | 15 mi. NW of Florence on AL 20                                                                                       | Florence   | 76000156 |                                                           |
| 18       | Peter F. Armistead Sr. House             |      | 9. Juli 1986         | Waterloo Rd. | Florence   | 86001540 |                                                           |
| 19       | Rogers Department Store                  |      | 14. Aug. 1998        | 117 N. Court St. | Florence   | 98001025 |                                                           |
| 20       | Rosenbaum House                          |      | 19. Dez. 1978        | 117 Riverview Dr. | Florence   | 78000492 |                                                           |
| 21       | Sannoner Historic District               |      | 1. Jan. 1976         | Includes both sides of N. Pine and N. Court from Tuscaloosa Ave. to University of Alabama                            | Florence   | 76000336 |                                                           |
| 22       | Seminary-O'Neal Historic District        |      | 17. Feb. 1995        | Roughly, Seminary St. between Hermitage Dr. and Irvine Ave. and Irvine between Seminary and Wood Ave.                | Florence   | 95000092 |                                                           |
| 23       | Seven Mile Island Archeological District |      | 16. Apr. 1979        | Address Restricted                                                                                                   | Florence   | 79003352 |                                                           |
| 24       | Southall Drugs                           |      | 21. Aug. 1980        | 201 N. Court St. | Florence   | 80000699 |                                                           |
| 25       | Walnut Street Historic District          |      | 12. Dez. 1976        | N. Walnut between Hermitage and Tuscaloosa                                                                           | Florence   | 76000337 |                                                           |
| 26       | Water Tower                              |      | 28. Apr. 1980        | Seymore St. | Florence   | 80000700 |                                                           |
| 27       | Wesleyan Hall                            |      | 20. Juni 1974        | Morrison Ave. | Florence   | 74000417 |                                                           |
| 28       | William Bowen Lustron House              |      | 24. Feb. 2000        | 1145 Wildwood Park Rd.                                                                                               | Florence   | 00000135 |                                                           |
| 29       | William Koger House                      |      | 9. Juli 1986         | Smithsonia-Rhodesville Rd.                                                                                           | Smithsonia | 86001542 |                                                           |
| 30       | Wilson Dam                               |      | 13. Nov. 1966        | Tennessee River on AL 133                                                                                            | Florence   | 66000147 | Hat außerdem den Status eines National Historic Landmarks |
| 31       | Wilson Park Houses                       |      | 25. Jan. 1979        | 209, 217, and 223 E. Tuscaloosa St.                                                                                  | Florence   | 79000390 |                                                           |
| 32       | Wood Avenue Historic District            |      | 10. Okt. 1978        | N Wood Ave. roughly bounded by Tuscaloosa and Hawthorne Sts.                                                         | Florence   | 78000493 |                                                           |